# David Rubín
David Rubín (Ourense, 19 ottobre 1977) è uno scrittore e fumettista spagnolo.

## Biografia
Il piccolo David è sempre stato attratto dal disegno e racconta di aver cercato di sedurre una sua coetanea con un fumetto.
Nella sua città natale frequenta la scuola di design grafico di Antonio Faìlde e inizia subito a lavorare come fumettista, animatore e illustratore.
Nel 2006 vince il primo Premio come miglior fumetto al Salone internazionale del fumetto di Barcellona con la storia Dove nessuno può arrivare come miglior autore rivelazione.
Sala da tè dell'orso malese gli vale quattro nomination ai premi della 25ª edizione del Salone del Fumetto di Barcellona: "Miglior opera nazionale", "Miglior sceneggiatura", "Miglior disegno" e "Autore rivelazione", vincendo poi il premio in quest'ultima categoria. Il graphic novel è stato vincitore anche dei Premi della Critica 2007 nella categoria "Miglior opera dell'anno" e ha permesso all'autore di concorrere come finalista nella Prima edizione del Premio Nazionale di Fumetto.
Membro fondatore e disegnatore attivo del collettivo di autori di fumetto "Polaqia", attualmente Rubín concilia il suo lavoro come autore di fumetto e illustratore con quello di regista di cinema di animazione per la casa di produzione Dygra Films, per la quale ha codiretto, insieme a Juan C. Pena, il lungometraggio di animazione 3D Spirito del Bosco e sta preparando il suo secondo lungometraggio: Holy Night!?.

## Opere
- Dove nessuno può arrivare, (Tunué, 2007)
- La sala da tè dell'orso malese (Tunué, 2009)
- Romeo e Giulietta, disegni di David Rubín su riduzione di Ricardo Gòmez (Tunué, 2010)
- L'eroe (Tunué, 2011)
- Beowulf storia di Santiago Garcia (Tunué, 2015)
- Il Fuoco (Tunué, 2023)